# 弗洛雷斯塔杜阿拉瓜亞

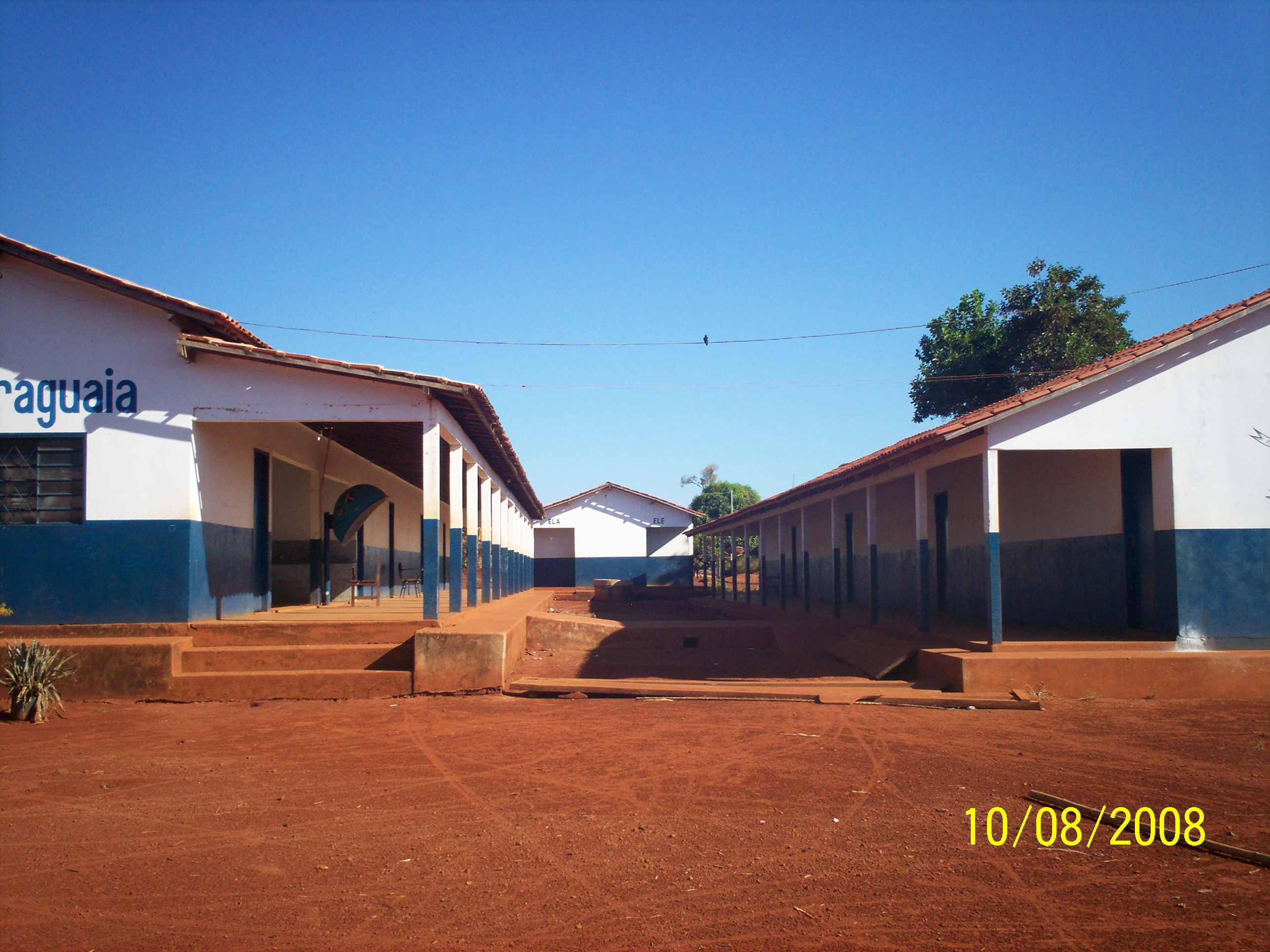
弗洛雷斯塔杜阿拉瓜亞

7°33′14″S 49°42′46″W / 7.55389°S 49.71278°W
弗洛雷斯塔杜阿拉瓜亞（葡萄牙語：Floresta do Araguaia），是巴西的城鎮，位於該國北部，由帕拉州負責管轄，面積3,444平方公里，2012年人口18,295，該城鎮人口密度每平方公里5.31人。